# 绍约派特里
绍约派特里，是匈牙利包尔绍德-奥包乌伊-曾普伦州所辖的一个村。总面积9.28平方公里，总人口1569，人口密度169.1人/平方公里（2011年1月1日）。